# Interpretazione del contratto
L’interpretazione del contratto è quel procedimento ermeneutico a cui è chiamato il giurista ed in particolare il giudice, al fine di attribuire il corretto significato alla pattuizione intercorsa fra le parti e alla determinazione dell'intento pratico perseguito dalle stesse. L'interpretazione del contratto è condotta seguendo le norme contenute negli artt. 1362-1371 c.c. 
Le operazioni di ermeneusi del contratto concernono indagini e valutazioni di fatto, rimesse all'apprezzamento del giudice di merito ed insindacabili in sede di legittimità  - salvo che non siano state violate le norme citate, volte a disciplinare proprio tale indagine, ovvero salvo che il giudice abbia insufficientemente ed illogicamente dato conto del proprio convincimento nella motivazione del suo provvedimento decisorio.
L'interpretazione del contratto deve distinguersi dalla qualificazione del contratto, ossia da quell'attività interpretativa preliminare volta a classificare il contratto stesso in uno o più dei vari tipi negoziali previsti dal legislatore o tipizzati dall'uso. La giurisprudenza della Corte di Cassazione conferma tradizionalmente questa bipartizione tra interpretazione e qualificazione.

## L'interpretazione del contratto in generale
L'interpretazione del contratto ha l'obiettivo di individuare con precisione gli effetti giuridici dell'accordo raggiunto dalle parti; viene definita, in generale, come una serie di regole procedimentali tramite le quali si applicano i criteri che l'interprete deve osservare per attribuire un corretto significato al testo interpretato.
Il senso delle parole o di più frasi, contenute in contratto, può dare luogo a controversie circa il loro effettivo significato. Dalla necessità di appurare il significato che i contraenti hanno inteso dare deriva l'opportunità di individuare criteri legali specificamente diretti all'interpretazione del contratto. Queste regole, che si trovano nel libro quarto del codice civile agli artt. 1362-1371, hanno come proprio scopo quello di dirigere il procedimento volto ad attribuire un significato al testo contrattuale. 
Le norme dettate per l'interpretazione hanno la natura di precetti giuridici vincolanti. I destinatari di questa normativa che detta le direttive ermeneutiche sono tanto il giudice quanto tutti coloro che siano interessati agli effetti del contratto che si vuole interpretare; sono infatti criteri che vincolano le parti, allorché dal testo contrattuale desumono i diritti loro spettanti o le obbligazioni loro derivanti; e sono, a maggior ragione, criteri di cui si avvale il giudice quando è controversa tra le parti l'interpretazione del contratto su cui è sorta controversia in giudizio.
Il giudice di merito, nelle sue determinazioni, non è vincolato dall'interpretazione o dalla qualificazione che le parti hanno dato o danno al contratto.

## Il canone della comune volontà delle parti
In base agli artt. 1362 c.c. e s.s., il contratto deve interpretarsi in modo da individuare la comune intenzione delle parti; l'oggetto dell'interpretazione del contratto non è la puntuale ricostruzione storica della volontà degli stipulanti, ma ciò che appare oggettivamente voluto che risulti dalla formulazione del contratto.
Una prima questione riguarda quindi la comprensione di che cosa consista la comune volontà dei contraenti; altro aspetto consiste nell'individuare altri criteri, se presenti, ai quali fare ricorso ai fini della qualificazione allorquando la volontà delle parti non sia accertabile o non risulti chiara.
È importante peraltro notare che, a seconda delle diverse concezioni del contratto, si manifestano diverse posizioni su quale possa essere la diversa ampiezza spettante all'attività ermeneutica.  
In base ad una concezione un tempo dominante, di impronta giusnaturalistica, la cosiddetta dottrina psicologica, si riteneva che il contenuto della comune volontà delle parti che l'interprete doveva accertare consistesse in una volontà in senso psicologico, ossia nella volontà storica delle parti del contratto. Per individuare, la volontà così intesa il giudice doveva interpretare il negozio con l'ausilio di regole puramente logiche, senza l'intervento di norme legali funzionali alla ricostruzione della realtà storica.
Un altro indirizzo teorico, la cosiddetta dottrina obiettiva, individuava la comune intenzione delle parti nel valore oggettivo del contratto, riconoscibile dalle conformi dichiarazioni e condotta delle parti, anche successive alla stipula dello stesso.  
Se si ritiene che oggetto dell'interpretazione sia dunque la volontà negoziale, l'attività dell'interprete dovrà essere indirizzata alla ricerca di questo volere interiore, sostanziandosi nell'accertamento del fatto psichico, o, comunque, del percorso psicologico di formazione della volontà. Di contro, se si ritiene che l'interpretazione debba interessare prevalentemente il comportamento esteriore, per come si è manifestato nel dato testuale ed in ogni manifestazione esterna rilevante, essa tenderà a manifestarsi come un giudizio inerente al significato esteriore del negozio.
Entrambe le teorie hanno aspetti criticabili di non poco momento. La prima tesi disconosce la realtà sociale dell'accordo. La seconda rischia di sacrificare la reale determinazione delle parti, poiché utilizza criteri di valutazione che consentono una visione completamente esterna del contratto.
In base ad una tesi mediana, il significato della comune volontà delle parti, oggetto del procedimento di interpretazione, deve essere ricondotto alla determinazione del senso giuridicamente rilevante della dichiarazione contrattuale, condotta alla stregua della norma giuridica, la quale ha appunto il compito di fissare l'oggetto di tale ricerca.
L'orientamento della Corte di Cassazione è nel senso che l'indagine sulla comune volontà dei contraenti non deve avere come proprio obiettivo la ricerca e verifica dell'integrale intenzione storica posta in essere da ognuno dei contraenti, ma deve tendere a cogliere quel tanto delle rispettive intenzioni che sono amalgamate, andando a formare quella comune volontà che costituisce legge del contratto. Parte della dottrina ritiene che la funzione dell'interpretazione vada individuata nella ricerca del significato giuridicamente rilevante, nella costruzione della fattispecie giuridica contrattuale e nega all'interpretazione la funzione di ricostruzione della volontà delle parti come dato storico.

## La gerarchia dei criteri interpretativi
Nella ricerca del significato da attribuire al contratto, in base al fatto che le norme sull'interpretazione hanno natura giuridica, l'interprete che ricorra al loro utilizzo deve attenersi all'ordine gerarchico pienamente riconosciuto dalla giurisprudenza e largamente accettato dalla dottrina prevalente. 
I criteri d'interpretazione stabiliti dalle norme sono di duplice ordine; gli artt. 1362-1365 c.c. prevedono quelli che sono definiti criteri di interpretazione soggettiva, poiché diretti alla ricerca della comune intenzione delle parti.
Gli artt. 1366-1370 c.c. dettano invece i criteri di interpretazione oggettiva; si rifanno al concetto di buona fede o ad altri criteri che comunque non sono riconducibili alla comune volontà delle parti. Questi criteri sono attivabili in caso di insuccesso della ricerca della volontà in concreto ed impongono all'interprete di ricercare il significato obiettivo della dichiarazione negoziale. In termini di priorità, nell'interpretazione del contratto prevalgono i criteri soggettivi rispetto ai criteri di interpretazione oggettiva.

## I criteri soggettivi
La ricerca del significato del contratto deve dunque iniziare con l'applicazione dei criteri soggettivi contenuti nell'art. 1362 c.c., il cui primo comma afferma che “nell'interpretare il contratto, si deve indagare quale sia stata la comune intenzione delle parti, e non limitarsi al senso letterale delle parole”. Si evince quindi che l'interpretazione del dato testuale apre il procedimento ermeneutico al quale la norma pone in evidenza che non ci si deve arrestare, poiché è necessario rendere manifesta la comune intenzione delle parti. 
La giurisprudenza di Cassazione, interpretando la norma in esame, non giunge ad una conclusione univoca sostenendo le seguenti due tesi.
Il primo orientamento ritiene che il senso letterale delle parole è criterio fondamentale e prioritario, pervenendo al risultato secondo cui ove le espressioni usate nel contratto siano di chiara ed inequivoca significazione, la ricerca della comune volontà debba essere esclusa. Questo orientamento si rifà all'antico brocardo in claris non fit interpretatio.
Il secondo orientamento ammette che il giudice non può mai prescindere dalla ricerca della comune intenzione delle parti, rispetto alla quale il senso letterale delle parole adoperate dai contraenti si pone come il primo degli strumenti di interpretazione. Da tale angolazione questo orientamento ritiene che la ricerca della comune intenzione delle parti può dirsi conclusa, ma non esclusa, quando le espressione usate siano di chiara e univoca significazione.
Un criterio per individuare, al di là delle parole, la reale intenzione delle parti è dato da un'ulteriore direttiva interpretativa, indicata dall'art. 1362 c.c. comma 2°, secondo la quale si deve valutare il comportamento complessivo delle parti, anche posteriore alla conclusione del contratto. 
Sulla base di questo criterio può venire in considerazione, quale comportamento anteriore, la corrispondenza intercorsa fra le parti durante le trattative o, se si tratta di interpretare un contratto definitivo, si possono trarre delle valide indicazioni dal contratto preliminare, quantunque il primo resti l'unica fonte di diritti ed obbligazioni fra le parti.
Per quel che concerne il comportamento posteriore, può assumere rilievo la condotta posta in essere dalle parti in attuazione del contratto; se queste in sede di esecuzione hanno costantemente attribuito un dato significato al negozio, una di esse non potrà successivamente pretendere che le parole del contratto vadano interpretate in maniera diversa.
Gli articoli 1363 – 1365 c.c. prevedono ulteriori criteri soggettivi. L'articolo 1363 c.c. stabilisce che occorre interpretare le singole clausole le une per mezzo delle altre, attribuendo a ciascuna il significato che risulta dal complesso dell'atto. In tale maniera la comune volontà delle parti viene accertata considerando il negozio nel suo insieme, e il significato letterale di una parte del contratto può apparire contrario all'intenzione delle parti se la clausola viene letta ed interpretata alla luce del regolamento negoziale nel suo insieme.
L'art. 1364 c.c. prevede che le espressioni usate, per quanto generali, non comprendono che gli oggetti sui quali le parti si sono proposte di contrattare. Infine, per l'art. 1365 c.c il caso espresso al fine di fornire un esempio non fa presumere l'esclusione dei casi non espressi.

## I criteri oggettivi
Allorquando la volontà delle parti non sia accertabile o non risulti univoca, l'interprete può avvalersi dei criteri di interpretazione previsti dagli artt. 1365 - 1371 c.c., detti anche criteri di interpretazione oggettiva.   
In base all'art. 1366 c.c., l'interpretazione deve condursi secondo buona fede, imponendosi all'interprete di dare al contratto il significato che gli attribuirebbero contraenti corretti e leali. Questo criterio può condurre a dare al contratto un significato diverso dal significato testuale delle espressioni che in esso sono contenute; questo differente significato è quello che al contratto darebbero le parti se fossero leali e corrette.
In osservanza del principio della conservazione del contratto, il negozio e le clausole in esso contenute, nel dubbio, debbono interpretarsi nel senso in cui possono avere qualche effetto, piuttosto che in quello in base al quale non ne avrebbero alcuno, cfr. art. 1367 c.c.; le clausole ambigue si devono interpretare in conformità degli usi locali, cfr. art. 1368 c.c.; le espressioni aventi più sensi si interpretano nella maniera maggiormente conforme alla natura del contratto, cfr. art. 1369 c.c.
Quanto poi alle clausole inserite nelle condizioni generali di contratto o in moduli o formulari predisposti da uno dei contraenti, laddove il loro significato risulti dubbio si interpretano a favore della parte che non le ha apposte, cfr. art. 1370 c.c.
Qualora, nonostante l'applicazione delle regole esposte, il negozio rimanga oscuro, questo deve essere inteso nel senso meno gravoso per l'obbligato, se è a titolo gratuito, e nel senso che realizzi l'equo contemperamento degli interessi delle parti se è a titolo oneroso, cfr. art. 1371 c.c.. 
La definizione del contratto di cui ai sensi dell'art.1325 del C.C. risente dello stretto collegamento con l'art.1173 c.c. secondo cui il contratto è fonte di obbligazione. questo collegamento induce a porre in ombra l'esistenza di contratti che lungi dal costituire modificare o estinguere rapporti giuridici che determinano trasferimenti dei diritti cosiddetti contratti ad effetti reali o traslativi. Con il contratto si fa puntuale il riferimento alla patrimonialità del rapporto - come in materia di obbligazioni ai sensi dell'art.1174 c.c. - che determina l'esclusione dell'ambito contrattuale del matrimonio, non a caso fatto oggetto dal legislatore del 1942 di autonoma, specifica regolamentazione.